# Herguijuela de la Sierra
Herguijuela de la Sierra è un comune spagnolo di 316 abitanti situato nella comunità autonoma di Castiglia e León.